# Torre de Yebel Ányera
La Torre de Yebel Ányera es uno de los Fuertes Neomedievales del siglo XIX construidos para asegurar el linde fronterizo de la ciudad española de Ceuta. Es un BIC.

## Historia
Fue proyectado en 1860, por el Comandante de Ingenieros Mendicuti, siendo construido entre 1862 y 1864, para más tarde ser reformado entre 1866 y en 1877. 

## Descripción
Es un fuerte de estilo neomedieval para 40 hombres, construido con una tipología de torre circular de gran altura, dos plantas y batería, con un escalera central. Dispone de un foso circular seco, matacanes y almenas.
Está construido en hormigón y cal, mampostería, ladrillo macizo y sillarejo.